# Fuerzas Armadas Revolucionarias
Die Fuerzas Armadas Revolucionarias (FAR, spanisch für Revolutionäre Streitkräfte) sind die Streitkräfte Kubas. Die Verwaltungseinheit im Ministerrat ist das Verteidigungsministerium Ministerio de las Fuerzas Armadas Revolucionarias (MINFAR).

## Geschichte
Die Bezeichnung wurde erstmals im Herbst 1959 für das kubanische Militär im neuen Staat verwendet, nachdem die bereits vor der Revolution bestehenden Streitkräfte mit der siegreichen Rebellenarmee zusammengefasst und unter dem Kommando des neuen Verteidigungsministers Raúl Castro völlig neu strukturiert wurden. Später betätigte sich Kuba als Interventionsmacht in afrikanischen Stellvertreterkriegen, wie sie für diese Ära typisch waren. So sandte es zwischen 1975 und 1991 insgesamt etwa 430.000 Soldaten nach Angola. Kein anderes lateinamerikanisches Land hat sich je in dieser intensiven Form militärisch auf anderen Kontinenten betätigt. Seit den frühen 1990er Jahren wurden die kubanischen Streitkräfte von rund 300.000 auf etwa 50.000 Mann im Jahr 2019 reduziert. 2011 wurde ein Waffenhandel mit Nordkorea bekannt, da in Panama auf einem nordkoreanischen Schiff geschmuggelte Waffen gefunden worden waren, welche ursprünglich an Kuba hätten geliefert werden sollen.
Kuba führt die Strategie eines Volkskrieges, der einer Art Heimatverteidigung entspricht und vom defensiven Charakter geprägt ist.
Zudem baute Kuba mit chinesischen Ausbildern die Fähigkeiten seines gesamten Militärs aus.
2021 wurde der langjährige Generalstabschef Álvaro López Miera zum Verteidigungsminister ernannt.

## Organisation

Seekriegsflagge der Marine Kubas

Die Armee gliedert sich heute in ein Heer mit ca. 38.000, eine Luftwaffe mit ca. 8.000 und eine Marine (Marina de Guerra Revolucionaria, MGR) mit ca. 3.000 Soldaten, darauf kommen nochmal 26.500 paramilitärische Kräfte. Des Weiteren verfügt die FAR über 39.000 Reservisten im Heer und über 1,12 Millionen paramilitärische Reservisten. Darunter zählt die paramilitärische Bürgerwehr, die Milizen zur Territorialverteidigung (MTT – Milicias de Tropas Territoriales) mit rund 1 Million Mitgliedern, welche in Kriegszeiten in die militärischen Streitkräfte eingegliedert werden.

## Einsätze

### Inlandseinsätze
Zur Bekämpfung der inneren Opposition und Niederschlagung von Unruhen wurden die FAR vor allem in ihren Anfangsjahren eingesetzt, als sich zahlreiche ehemalige Revolutionskämpfer gegen die kommunistische Castro-Regierung erhoben und vom Escambray-Gebirge aus einen erfolglosen Guerillakampf führten. Auch nach den Unruhen in Havanna 1994 gab es Überlegungen zum Einsatz des Militärs zur Aufruhr-Bekämpfung.
1961 wehrte die FAR einen US-gestützten, dilettantischen Interventionsversuch durch Exilkubaner in der Schweinebucht ab.

### Auslandseinsätze
Die kubanische Armee tat sich im Kalten Krieg durch Militärberater und bis in die 1980er Jahre auch durch Kampfeinsätze hervor, wie etwa beim Einsatz in Angola oder auch in Grenada, Äthiopien, Syrien und Mosambik. Als Interventionsmacht in diesem afrikanischen Stellvertreterkrieg zwischen den politischen Blöcken im Kalten Krieg sandte Kuba zwischen 1975 und 1991 insgesamt etwa 430 000 Soldaten nach Angola.
In den 1980er Jahren waren die FAR entscheidend am Aufbau des Sandinistischen Volksheeres beteiligt; 1985 befanden sich gut 1250 kubanische Militärausbilder in Nicaragua. Von 1984 bis 1986 war General Arnaldo Ochoa oberster kubanischer Militärberater in Managua.
Bis ca. 1990 galt Kubas Armee als eine der größten und bestausgerüsteten Streitkräfte Lateinamerikas und aller Entwicklungsländer.

## Ausrüstung
Die Ausrüstung des Militärs besteht überwiegend aus veralteten sowjetischen Waffen. Nach Angaben der Regierung hat Kuba Waffen aus Moskau im Wert von 30 Milliarden Dollar erhalten, größtenteils als Geschenke, die durch die Rivalität zu den Vereinigten Staaten strategisch motiviert waren. Eine grundlegende Modernisierung konnte Kuba aufgrund seiner hohen Auslandsverschuldung bisher noch nicht einleiten.

### Heer
Das Heer verfügt, wie die anderen Teilstreitkräfte, hauptsächlich über Waffen aus der Sowjetunion. Nur wenige Selbstfahrlafetten sind aus sowjetischen LKWs und Geschützen in Kuba zusammengesetzt worden.
Außerdem forscht das kubanische Militär an nicht tödlichen Schallwaffen, um Feinde zu desorientieren.

#### Fahrzeuge
| Typ                 | Herkunft    | Funktion               | Version     | Anzahl  |
| ------------------- | ----------- | ---------------------- | ----------- | ------- |
| T-34T-54T-55T-62    | Sowjetunion | Kampfpanzer            |             | ca. 900 |
| PT-76               | Sowjetunion | Leichter Panzer        |             |         |
| BTR-60              | Sowjetunion | Radpanzer              |             |         |
| BRDM-2              | Sowjetunion | Spähpanzer             |             |         |
| BMP-1               | Sowjetunion | Schützenpanzer         | BMP-1BMP-1P | ca. 50  |
| BTR-50BTR-60BTR-152 | Sowjetunion | Mannschaftstransporter |             | ca. 500 |

#### Artillerie
| Typ                   | Herkunft           | Anmerkungen                                 |
| Selbstfahrlafetten    | Selbstfahrlafetten | Selbstfahrlafetten                          |
| --------------------- | ------------------ | ------------------------------------------- |
| AAPMP-100             | Kuba               | Auf Basis des T-34                          |
| CATAP-100             | Kuba               | Auf Basis des BMP-1                         |
| AAP-BMP-122           | Kuba               | Auf Basis des BMP-1 mit einer D-30 Haubitze |
| Jupiter III           | Kuba               | D-30 Haubitze auf ein KrAZ-255 montiert     |
| Jupiter IV            | Kuba               | KrAZ LKW mit einer M1931/37 Kanone          |
| Jupiter V             | Kuba               | KrAZ LKW mit einer M-46 Kanone              |
| AAP-T-130             | Kuba               |                                             |
| 2S1                   | Sowjetunion        |                                             |
| 2S3                   | Sowjetunion        |                                             |
| Haubitzen             |                    |                                             |
| D-1                   | Sowjetunion        |                                             |
| D-30                  | Sowjetunion        |                                             |
| M-30                  | Sowjetunion        |                                             |
| M-46                  | Sowjetunion        |                                             |
| M-1937                | Sowjetunion        |                                             |
| Mehrfachraketenwerfer |                    |                                             |
| BM-14                 | Sowjetunion        |                                             |
| BM-21                 | Sowjetunion        |                                             |
| Mörser                |                    |                                             |
| M-41                  | Sowjetunion        | 82 mm                                       |
| M-43                  | Sowjetunion        | 82 mm                                       |
| M-38                  | Sowjetunion        | 120 mm                                      |
| M-43                  | Sowjetunion        | 120 mm                                      |

#### Panzer- und Flugabwehrwaffen
| Typ                           | Herkunft               | Anzahl                 | Anmerkungen                   |
| Panzerabwehrlenkwaffen        | Panzerabwehrlenkwaffen | Panzerabwehrlenkwaffen | Panzerabwehrlenkwaffen        |
| ----------------------------- | ---------------------- | ---------------------- | ----------------------------- |
| 2K15 Schmel                   | Sowjetunion            |                        | Auf ein Fahrzeug montiert     |
| 9K11 Maljutka                 | Sowjetunion            |                        |                               |
| Panzerabwehrkanonen           |                        |                        |                               |
| M1943                         | Sowjetunion            | 600                    |                               |
| D-44                          | Sowjetunion            |                        |                               |
| Flugabwehrraketensysteme      |                        |                        |                               |
| 2K12 Kub                      | Sowjetunion            |                        |                               |
| 9K31 Strela-1                 | Sowjetunion            |                        |                               |
| 9K33 Osa                      | Sowjetunion            |                        |                               |
| 9K35 Strela-10                | Sowjetunion            | 200                    |                               |
| MANPADS                       |                        |                        |                               |
| 9K32 Strela-2                 | Sowjetunion            |                        |                               |
| 9K34 Strela-3                 | Sowjetunion            |                        |                               |
| 9K310 Igla-1                  | Sowjetunion            |                        |                               |
| Flugabwehrpanzer              |                        |                        |                               |
| ZSU-23-4                      | Sowjetunion            |                        |                               |
| ZSU-57-2                      | Sowjetunion            |                        |                               |
| BTR-60P                       | Sowjetunion            |                        | BTR-60 mit einer 30 mm Kanone |
| Flugabwehrkanonen             |                        |                        |                               |
| KS-12                         | Sowjetunion            |                        |                               |
| 100-mm-Flugabwehrkanone KS-19 | Sowjetunion            |                        |                               |
| S-60                          | Sowjetunion            |                        |                               |
| M1939                         | Sowjetunion            |                        |                               |
| 23-mm-Flugabwehrkanone SU-23  | Sowjetunion            |                        |                               |
| M-53                          | Tschechoslowakei       |                        |                               |

### Marine
Die Marine verfügt größtenteils über alte sowjetische Schiffe, nur wenige wurden in Kuba gebaut.

#### Schiffe
| Klasse               | Bild    | Herkunft    | Anzahl  | Schiffe                   | Schiffe | Anmerkungen                                                       |
| Klasse               | Bild    | Herkunft    | Anzahl  | Name                      | Kennung | Anmerkungen                                                       |
| U-Boote              | U-Boote | U-Boote     | U-Boote | U-Boote                   | U-Boote | U-Boote                                                           |
| -------------------- | ------- | ----------- | ------- | ------------------------- | ------- | ----------------------------------------------------------------- |
| Delfin-Klasse        |         | Kuba        | 1       | Delfin                    |         | [ 11 ]                                                            |
| Patrouillenboote     |         |             |         |                           |         |                                                                   |
| Rio Damuji-Klasse    |         | Spanien     | 2       | Rio Damuji Rio Jatibonico | 390 391 | Ursprünglich ein Trawler, der zum Patrouillenboot umgebaut wurde. |
| Pauk-II-Klasse       |         | Sowjetunion | 1       |                           | 321     |                                                                   |
| Osa-II-Klasse        |         | Sowjetunion | 6       |                           |         |                                                                   |
| Minenabwehrfahrzeuge |         |             |         |                           |         |                                                                   |
| Yevgenya-Klasse      |         | Sowjetunion | 3       |                           |         |                                                                   |
| Sonya-Klasse         |         | Sowjetunion | 2       |                           |         |                                                                   |

#### Küstenverteidigung
Artillerie:
- M1931/37
- M-46
- M-1937

Seezielflugkörper:
- Rubesch
- Bandera IV

### Luftstreitkräfte

#### Luftfahrzeuge
Die Kubanischen Luftstreitkräfte verfügen über folgende Flugzeug- und Hubschraubertypen (Stand Ende 2021):
| Typ                | Foto           | Herkunft         | Verwendung             | Version        | Aktiv          | Bestellt       | Anmerkungen    |
| Kampfflugzeuge     | Kampfflugzeuge | Kampfflugzeuge   | Kampfflugzeuge         | Kampfflugzeuge | Kampfflugzeuge | Kampfflugzeuge | Kampfflugzeuge |
| ------------------ | -------------- | ---------------- | ---------------------- | -------------- | -------------- | -------------- | -------------- |
| MiG-21             |                | Sowjetunion      | Abfangjäger            |                | 11             |                |                |
| MiG-23             |                | Sowjetunion      | Jagdbomber             |                | 24             |                |                |
| MiG-29             |                | Sowjetunion      | Mehrzweckkampfflugzeug |                | 3              |                |                |
| Transportflugzeuge |                |                  |                        |                |                |                |                |
| An-26              |                | Sowjetunion      | Transportflugzeug      |                | 2              |                |                |
| Schulflugzeuge     |                |                  |                        |                |                |                |                |
| Aero L-39          |                | Tschechoslowakei | Schulflugzeug          |                | 26             |                |                |
| Hubschrauber       |                |                  |                        |                |                |                |                |
| Mil Mi-8           |                | Sowjetunion      | Mehrzweckhubschrauber  | Mi-17          | 10             |                |                |
| Mil Mi-24          |                | Sowjetunion      | Kampfhubschrauber      | Mi-35          | 4              |                |                |

#### Waffensysteme
Die Luftstreitkräfte verfügen über folgende, zum Teil schon veraltete, Waffensysteme aus sowjetischer Herkunft:
Flugabwehrwaffen:
- S-75
- S-125 M/M1

Luft-Luft-Raketen:
- Wympel R-3
- Wympel R-23
- Wympel R-27
- Wympel R-60
- Wympel R-73

Luft-Boden-Raketen:
- Ch-23

## Rolle in der Wirtschaft
Seit dem Ende der Unterstützung durch die Sowjetunion und die übrigen Ostblock-Staaten um 1990 wurden die Streitkräfte zum zentralen Akteur der kubanischen Wirtschaft ausgebaut, was zunächst vor allem der Sicherstellung ihrer Finanzierung diente. Dabei haben Firmen des Militärs zahlreiche Joint Ventures mit ausländischen Investoren gebildet, z. B. im Tourismus, betreiben aber auch landwirtschaftliche Großbetriebe. Diese Strukturen befinden sich außerhalb der zentralstaatlichen Planung und werden mit größeren wirtschaftlichen Freiräumen gelenkt. Nach Auffassung von Beobachtern bildet der militärisch-unternehmerische Komplex einen eigenen „Staat im Staate“. Im 2011 befanden sich nach Schätzungen des Economist rund 40 Prozent der Wirtschaftskraft unter Kontrolle der Streitkräfte, deren zentrale Holding GAESA, welche sich jeglicher staatlicher Kontrolle entzieht, als Staat im Staate gilt und zunächst durch Luis Alberto Rodríguez López-Calleja geleitet wurde, einem Schwiegersohn des Staatspräsidenten Raúl Castro. Neuere Quellen gingen im Zusammenhang mit der Aufhebung der US-Sanktionen 2016/17 von einem Anteil des Militärs an der Wirtschaft von 60 Prozent aus. Zur Holding gehören unter anderem die Tourismusgesellschaft Gaviota, die Supermarktkette Tiendas de Recuperacion de Divisas (TRD), sowie die Banco Metropolitano, welche die Finanzen der Holding abwickelt. Außerdem werden bzw. wurden das Zucker-, Fischerei- und Transportministerium, die Habanos SA sowie die Computer-Import-Firma Grupo de Electrónica de Cuba von höheren Militärs geführt.
Bereits in den 1980er Jahren war die Devisenbeschaffung Teil der Aktivitäten der Militärs: Bekanntestes Beispiel war Kubas Verwicklung in den internationalen Drogenhandel, für die 1989 der populäre Kriegsheld General Arnaldo Ochoa in einem höchst kontroversen Verfahren zum Tode verurteilt wurde.

## Rolle in der Politik
Noch deutlicher als in der Wirtschaft sind hohe Vertreter des Militärs an den wichtigsten Positionen der Politik vertreten. Dieses bereits seit der schrittweisen Verdrängung der zunächst zivilen Regierung durch Fidel Castro im Laufe des Jahres 1959 augenfällige Phänomen hat sich seit der Übernahme des Präsidentenamts durch seinen Bruder Raúl durch Neubesetzungen noch verstärkt. So besteht sowohl der Ministerrat als auch das Politbüro der Kommunistischen Partei mehrheitlich aus Angehörigen der Streitkräfte.

## Ähnlich benannte Truppen in anderen Ländern
In Guatemala gab es eine gleichnamige marxistisch-leninistische Guerillabewegung, die während des Bürgerkrieges aktiv war. Die Namensüberschneidung lässt sich nicht zuletzt durch die Unterstützung Kubas erklären.
Später haben sich andere Guerilleros bei der Namensfindung daran angelehnt, so z. B. die FARC in Kolumbien.